# ViewMAX
ViewMAX — файловый менеджер для операционной системы DOS, разработанный в 1990 году.

## Описание
ViewMAX — это CUA-совместимый файловый менеджер, разработанный для DR-DOS. Основан на сокращённой версии графического пользовательского интерфейса Graphics Environment Manager (GEM), модифицированного для запуска только одного приложения, рабочего стола ViewMAX.
 Поддержка некоторых функций была удалена, в то время как некоторые новые функции были добавлены. Тем не менее, системы оставались достаточно совместимыми, чтобы ViewMAX автоматически распознавал настольные аксессуары GEM (файлы .ACC) и позволял запускать некоторые собственные приложения GEM (исполняемые файлы .APP) внутри среды ViewMAX (без необходимости установки и запуска собственно GEM).
 Многие драйверы дисплея для GEM также могут использоваться ViewMAX, позволяя ViewMAX работать с нестандартными адаптерами дисплея и более высокими разрешениями, чем это возможно, используя набор драйверов ViewMAX по умолчанию.